# Kalanchoe richaudii
Kalanchoe richaudii är en fetbladsväxtart som beskrevs av Desc.. Kalanchoe richaudii ingår i släktet Kalanchoe och familjen fetbladsväxter. Inga underarter finns listade i Catalogue of Life.